# Porfiri Podobed
Porfiri Artemyevich Podobed (en russe : Порфирий Артемьевич Подобед), né le 16 octobre 1886 (28 octobre 1886 dans le calendrier grégorien) et mort le 9 novembre 1965 à Moscou (Union soviétique), est un réalisateur et acteur soviétique,. Il a aussi été directeur au Théâtre d'art de Moscou.

## Biographie
Porfiri Podobed est issu d'une famille orthodoxe russe composée d'Artemy Podobed et d'Elena Fyodorovna Karry (1868-1932), une chanteuse d'opéra bien connue du théâtre Bolchoï et une demi-sœur de Vasily et Vladimir Nemirovich-Danchenko,,. En 1910, Porfiri Podobed quitte le Corps des cadets de la Marine à Saint-Pétersbourg avec le grade d'adjudant. En tant que garde-marine, il participe au sauvetage lors du tremblement de terre de Messine en 1908 et est récompensé pour cela. Il est promu lieutenant en 1912.
En 1915, Porfiri Podobed s'engage dans la Première Guerre mondiale. Il sert à bord du cuirassé Gangut et participe à l'exploitation minière du golfe de Finlande, pour laquelle il reçoit l'ordre de Saint-Stanislas de 3e classe. Le 19 octobre, une mutinerie a lieu parmi les membres de rang inférieur, ce qui donne lieu à une enquête et à un procès. Selon les mémoires de l'un des rebelles, Dmitry Ivanov, Porfiri Podobed est relevé de ses fonctions pour avoir exprimé son soutien aux marins, mais est ensuite rétabli dans ses fonctions et retourne à la guerre. Ivanov a également affirmé que Porfiri Podobed aidait les révolutionnaires clandestins. Après la Révolution d'Octobre, il prend part à la guerre civile russe et sert au quartier général de la marine soviétique sous les ordres d'Alexandr Nemitz,.

## Carrière
En 1918, Porfiri Podobed occupe un poste de directeur au Théâtre d'art de Moscou, dirigé par son parent Vladimir Nemirovich-Danchenko. Il le quitte en 1919, mais le reprend en 1921 après la démobilisation et y travaille jusqu'en 1926. Il était l'un des fondateurs du musée MKhAT. Sa correspondance avec Nemirovich-Danchenko contient de nombreux faits importants sur la vie théâtrale pendant la Nouvelle politique économique (NEP). C'est également en 1918 que Porfiri Podobed joue son premier rôle dans un film dramatique, Mirages des marais, réalisé par Victor Tourjanski et basé sur le roman Lumières des marais de Vasily Nemirovich-Danchenko. Le film ne sort qu'en 1923 et est aujourd'hui considéré comme perdu,.
En 1919, Porfiri Podobed rejoint l'École de cinéma de Moscou (aujourd'hui VGIK), puis le Collectif Koulechov dirigé par Lev Koulechov, où il étudie la cinématographie avec Vsevolod Poudovkine, Boris Barnet, Vladimir Fogel et d'autres acteurs/réalisateurs de renom. Koulechov appréciait beaucoup sa discipline et son engagement, et en 1924 il donne à Porfiri Podobed le rôle principal d'un Américain maladroit, John West, dans l'une des premières comédies soviétiques Les Aventures extraordinaires de Mr West au pays des bolcheviks. Il joue ensuite dans plusieurs autres films de Koulechov.
En 1929, Vsevolod Meyerhold décide de faire ses débuts de réalisateur avec Eugeny Bazarov, une adaptation cinématographique du roman Pères et Fils d'Ivan Tourgueniev. Il invite Porfiri Podobed à être son assistant. La pré-production dure trois ans et le film est finalement abandonné.
De 1930 à 1943, Porfiri Podobed travaille principalement avec Iakov Protazanov, d'abord comme assistant caméra, puis comme assistant réalisateur et co-réalisateur. À partir de 1942, il travaille chez Mosnauchfilm (connu sous le nom de Voentechfilm pendant la Seconde Guerre mondiale) et se consacre aux films de vulgarisation scientifique et éducatifs. Il enseigne également la réalisation cinématographique de 1920 à 1939,.
Porfiri Podobed meurt le 9 novembre 1965 à l'âge de 79 ans. Il est enterré au cimetière arménien de Moscou près de sa mère Elena Karry et de son épouse Lydia Redega (Lydia Konstantinovna Redega-Podobed, 1888–1946), ballerine et maître de ballet au Studio musical du Théâtre d'art de Moscou.

## Filmographie
| 1918/1923 | Swamp Mirages (film perdu)                                      | Болотные миражи                                            | acteur                          |                  |
| 1924      | Les Aventures extraordinaires de Mr West au pays des bolcheviks | Необычайные приключения мистера Веста в стране большевиков | acteur                          | Mr. John West    |
| 1925      | Le Rayon de la mort                                             | Луч смерти                                                 | acteur                          | engineer Podobed |
| 1926      | Dura lex                                                        | По закону                                                  | acteur                          | Dutchy           |
| 1927      | Terre prisonnière                                               | Земля в плену                                              | acteur                          |                  |
| 1929      | Eugeny Bazarov (film inachevé)                                  | Евгений Базаров                                            | assistant réalisateur           |                  |
| 1929      | Le Cadavre vivant                                               | Живой труп                                                 | acteur                          |                  |
| 1929      | Adventures of Munchausen (animation)                            | Похождения Мюнхгаузена                                     | acteur                          | cameo            |
| 1930/1935 | La Fête de saint Jorgen                                         | Праздник святого Йоргена                                   | camera assistant/co-réalisateur |                  |
| 1931      | The Thaw                                                        | Ледолом                                                    | assistant réalisateur           |                  |
| 1932      | The House of the Dead                                           | Мёртвый дом                                                | assistant réalisateur           |                  |
| 1932      | Horizon                                                         | Горизонт                                                   | acteur                          | Dan              |
| 1934      | Marionetki                                                      | Марионетки                                                 | co-réalisateur                  |                  |
| 1936      | About Oddities of Love                                          | О странностях любви                                        | co-réalisateur                  |                  |
| 1937      | Youth                                                           | Юность                                                     | consultant                      |                  |
| 1940      | Salavat Youlaïev                                                | Салават Юлаев                                              | réalisateur second unit         |                  |
| 1956      | Automatic Workshop (documentaire)                               | Цех-автомат                                                | réalisateur                     |                  |
| 19??      | Toys                                                            | Игрушки                                                    | co-réalisateur                  |                  |

## Récompenses et distinctions
- Porfiri Podobed : Récompenses, sur l'Internet Movie Database